# Гевирцтраминер
Гевирцтраминер је сорта белог грожђа која потиче из долине реке Рајне у Француској. Његово име у преводу значи „зачињени Траминер“. Укус вина које се прави од овог грожђа је сладуњав, а подсећа на шећер и латице руже.
Гаји се највише у виноградарских регионима Француске (Алзас), Италије, Калифорније, Канаде и једним делом и Аустралије. Гевирцтраминер се први пут спомиње у XI веку, у Алзасу одакле се проширио до XVI века по осталим регионима Европе, а касније и света.

## Галерија
- Виноград
- Француски Гевирцтраминер
- Француски Гевирцтраминер 2